# Marguerite Yourcenar

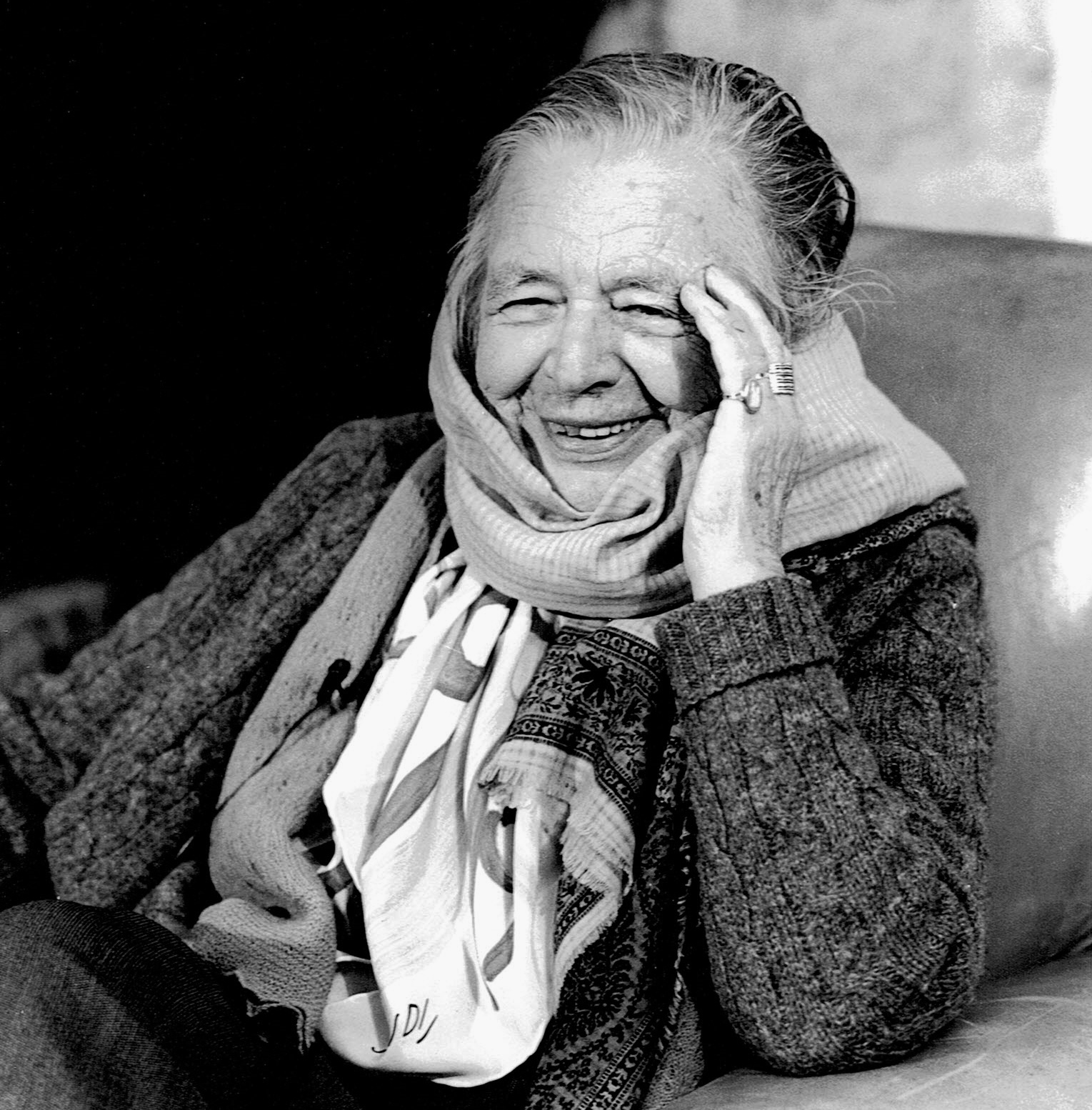
Marguerite Yourcenar år 1982.

Marguerite Yourcenar, egentligen Marguerite Antoinette Jeanne Marie Ghislane Cleenewerck de Crayencour, född 8 juni 1903 i Bryssel, död 17 december 1987 på Mount Desert Island i Maine, USA, var en fransk författare. Yourcenar blev främst känd för historiska romaner med mycket avvägt och estetiskt språk. Hennes mest berömda verk är Hadrianus minnen (Mémoires d'Hadrien) från 1951. Den litterära produktionen sträckte sig dock över många ämnesområden.
Yourcenar bosatte sig i USA 1939. Hon valdes in i Belgiska kungliga akademien 1970 och som första kvinna i Franska akademien 1981. 1965 nominerades hon till Nobelpriset i litteratur.

## Böcker i urval
- Hadrianus minnen, 1953 (Mémoires d'Hadrien) Översättning Gunnel Vallquist. Rev. utg. 1983
- Vishetens natt, 1969 (L'oeuvre au noir) Översättning Karin Landgren
- Att köpa en dröm, 1970 (Denier du rêve) Översättning Anne-Marie Edéus
- Nådastöten, 1971 (Le coup de grâce) Översättning Anne-Marie Edéus
- Fromma minnen, 1981 (Souvenirs pieux) Översättning Kerstin Hallén
- Dokument från norra Frankrike: världslabyrinten II, 1983 (Archives du Nord) Översättning Kerstin Hallén
- Österlandsnoveller, 1984 (Nouvelles orientales) Översättning Malou Höjer och Katja Waldén
- Wang-Fos underbara räddning, 1987, bilder: Georges Lemoine (Comment Wang-Fô fut sauvé) Översättning Lars Tyrenius [Barnversion av novell ur förf:s: Österlandsnoveller]
- Elektra, 1988 (Electre ou la chute des masques) (Otryckt pjäsöversättning av Birgitta Parland  för Yleisradio, 1988) (otryckt pjäsöversättning av Anita Blom för Radioteatern,1995)
- Alexis eller Traktaten om den fåfänga kampen, 1989 (Alexis ou Le traité du vain combat) Översättning Kerstin Hallén
- Vilken? Evigheten: världslabyrinten III, 1992 (Quoi? L'éternité) Översättning Kerstin Hallén
- "Lagerlöf, en episk berättare" ("Selma Lagerlöf, conteuse épique"). Ingår i antologin Selma Lagerlöf ur franskt perspektiv (red. Synnöve Clason) (1994)

## Priser och utmärkelser
- Prix Femina 1968
- Franska Akademiens stora pris 1977
- Asteroiden 7020 Yourcenar[14]